# Ozzie Alonso
Osvaldo Alonso Moreno (San Cristóbal, Artemisa, Cuba, 11 de noviembre de 1985), conocido deportivamente como Ozzie Alonso, es un exfutbolista cubano nacionalizado estadounidense. Jugaba de mediocampista.

## Trayectoria
Alonso comenzó su carrera en Pinar del Río en su tierra natal, tras lo cual se trasladó a los Estados Unidos en junio de 2007. Fue fichado por el Seattle Sounders en 2008, donde rápidamente se convirtió en un habitual titular en el mediocampo defensivo. Fue votado como jugador más valioso del equipo en 2010 y 2011.
Su etapa en la liga estadounidense prosiguió primero en el Minnesota United Football Club (2019-21) y luego en el Atlanta United Football Club (2022-23).
En 2024 anunció que se retiraba como futbolista profesional, firmando un contrato por un solo día para poder retirarse con la camiseta del Seattle Sounders.

## Selección nacional
Alonso se desempeñó como capitán de la Cuba Sub-23 del equipo nacional durante la clasificación para los Juegos Olímpicos de 2008.  Hizo su debut con la selección mayor de Cuba en una Copa del Caribe 2006-07 frente a las Islas Turcas y Caicos. Su último juego para el equipo nacional fue en la Copa de Oro de la CONCACAF de 2007 contra Panamá.
Luego de que Alonso desertara para radicar en los Estados Unidos durante la Copa de Oro de 2007, no volvió a ser convocado a la selección cubana. En junio de 2012 Alonso se convirtió en ciudadano estadounidense, lo que técnicamente lo hace elegible para representar a la selección de los Estados Unidos según reglas de la FIFA.

## Clubes
| Club                | País           | Año       |
| ------------------- | -------------- | --------- |
| Pinar del Río       | Cuba           | 2005-2007 |
| Charleston Battery  | Estados Unidos | 2008      |
| F. C. Barcelona     | España         | 2009-2018 |
| Minnesota United FC | Estados Unidos | 2019-2021 |
| Atlanta United FC   | Estados Unidos | 2022-2023 |
| Atlanta United 2    | Estados Unidos | 2023      |
| Seattle Sounders FC | Estados Unidos | 2024      |

## Palmarés

### Como jugador

#### Campeonatos nacionales
| Título                   | Club                   | País           | Año  |
| ------------------------ | ---------------------- | -------------- | ---- |
| Campeonato Nacional      | F. C. Pinar del Río    | Cuba           | 2006 |
| Lamar Hunt U.S. Open Cup | Seattle Sounders F. C. | Estados Unidos | 2009 |
| Lamar Hunt U.S. Open Cup | Seattle Sounders F. C. | Estados Unidos | 2010 |
| Lamar Hunt U.S. Open Cup | Seattle Sounders F. C. | Estados Unidos | 2011 |
| Lamar Hunt U.S. Open Cup | Seattle Sounders F. C. | Estados Unidos | 2014 |
| Supporter's Shield       | Seattle Sounders F. C. | Estados Unidos | 2014 |
| MLS Cup                  | Seattle Sounders F. C. | Estados Unidos | 2016 |